# Fw:アニカンRADIO
Fw:アニカンRADIO（てんそうあにかんラジオ）は、サイキックラバーと声優の井ノ上奈々がラジオパーソナリティを務めるラジオ番組(アニラジ)。

## 放送日時
- ラジオ大阪 金曜日 23:30 - 23:45
- HiBiKi Radio Station 月曜日（2009年4月 - 2010年4月5日）
- アニスタ.TV
  - 木曜日（2008年4月 - 2008年9月）
  - 月曜日（2008年10月 - 2009年3月）

## パーソナリティ
- サイキックラバー・井ノ上奈々

## 提供
- アニカン

## コーナー
- ふつおた
- ゲストコーナー